# Otmar Franz
Otmar Franz (* 6. Januar 1935 in Marburg) ist ein deutscher Manager und Politiker.

## Leben
Franz wurde 1935 in Marburg als Sohn des Historikers Günther Franz geboren. Nach einer kaufmännischen Lehre studierte er Volkswirtschaft und Rechtswissenschaften in Marburg und Frankfurt. Er promovierte über die Industrialisierung Ägyptens. 
Von 1976 bis 1990 war Franz Vorsitzender der Geschäftsleitung Klöckner-Industrieanlagen GmbH und Mitglied des Konzernvorstandes Klöckner & Co AG. Die folgenden fünf Jahre agierte er als Vorstandsvorsitzender des Baukonzerns Strabag AG.
Von 1981 bis 1989 war er Abgeordneter der CDU im Europäischen Parlament, bis heute ist er Ehrenmitglied.
Franz ist seit 1991 Vorsitzender des Vorstandes des RKW Rationalisierungs- und Innovationszentrums der Deutschen Wirtschaft e.V. und Vorsitzender des RKW-Kuratoriums. 
Er ist außerdem Ehrenvorsitzender des Vorstandes der Gesellschaft für Unternehmensgeschichte und war stellvertretender Vorsitzender der Ludwig-Erhard-Stiftung.

## Ehrungen
- 1990: Verdienstkreuz am Bande der Bundesrepublik Deutschland

## Weblink
- Otmar Franz in der Abgeordneten-Datenbank des Europäischen Parlaments